# 第百七十七号哨戒特務艇
第百七十七号哨戒特務艇（だいひゃくななじゅうななごうしょうかいとくむてい）は、日本海軍の未成特務艇（哨戒特務艇）。第一号型哨戒特務艇の71番艇。

## 艇歴
マル戦計画の特務艇、第2121号艦型の177番艇、仮称艦名第2297号艦として計画。1945年5月5日、第百七十七号哨戒特務艇と命名されて第一号型哨戒特務艇の71番艇に定められ、本籍を佐世保鎮守府と仮定。1945年5月26日、徳島合同造船株式会社で進水。
終戦時未成。その後の消息は詳らかではない。